# Rue de Meursault
La rue de Meursault est une ancienne voie des entrepôts de Bercy, dans le  12e arrondissement de Paris, en France.

## Origine du nom
Le nom de cette rue fait référence au vin de Meursault, un vin français d'appellation d'origine contrôlée, classé parmi les appellations communales du vignoble de la côte de Beaune et produit sur une partie de la commune de Meursault, en Côte-d'Or.

## Situation
Cette voie des entrepôts de Bercy débutait rue de Sauterne et se terminait rue de Cognac.

## Historique
Cette rue a été ouverte en 1878.
Elle disparaît vers 1993 lors de la démolition des entrepôts de Bercy dans le cadre de l'aménagement de la ZAC de Bercy.
Son emplacement est désormais occupé par la partie du parc de Bercy située entre les rues Joseph-Kessel, de Pommard, de Bercy, le boulevard de Bercy et le quai de Bercy.